# Analema
Analéma je v astronomiji diagram, ki prikazuje letno spremembo navidezne lege Sonca na nebu (nebesni sferi) relativno glede na njegovo srednjo lego, kakor jo vidi opazovalec v določenem času dneva in z določenega kraja na Zemlji. Njena severno-južna komponenta je posledica spremembe Sončeve deklinacije, ki jo povzroča nagib Zemljine vrtilne osi, vzhodno-zahodna komponenta pa je posledica neenakomerne spremembe Sončeve rektascenzije, ki jo povzročata skupna vpliva nagiba Zemljine vrtilne osi in izsrednost njenega tira. Diagram ima obliko vitke podobe osmice in se lahko velikokrat najde na globusih.
Beseda analema izhaja iz starogrške ἀνάλημμα: análēmma‎, kar pomeni podpora, podstavek (sončne ure).
Analemo je možno fotografirati, tako da je fotoaparat postavljen v nepomični legi in v enaki smeri z večkratno osvetlitvijo skozi leto vedno v enakem času ure z upoštevanjem poletnega časa kjer je potrebno. Analemski diagrami imajo pogosto oznake, ki kažejo navidezno lego Sonca v različnih blizu razmaknjenih datumih skozi vse leto. Analeme z datumskimi označbami se lahko rabijo za različne praktične namene. Brez označb nimajo večje praktične uporabnosti razen kot okras.
Analeme, kot so poznane v sedanjosti, so v kombinaciji s sončnimi urami uporabljali od 18. stoletja naprej za pretvarjanje med navideznim in srednjim Sončevim časom. Pred tem se je izraz nanašal na katerokoli orodje ali metodo za načrtovanje sončnih ur.
Čeprav se izraz analema po navadi nanaša na Zemljino Sončevo analemo, se lahko rabi tudi za druga nebesna telesa.

## Opis
Analemi se lahko sledi z izrisovanjem navidezne lege Sonca, kakor jo vidi opazovalec z določenega kraja na Zemlji ob isti uri vsak dan v letu, ali z izrisovanjem grafa Sončeve deklinacije glede na časovno enačbo. Krivulja, ki pri tem nastane, spominja na dolgo, vitko osmico z enim delom precej večjim od drugega. Ta krivulja je navadno natiskana na globusih, po navadi na vzhodnem Tihem oceanu, edinem velikem tropskem območju z zelo malo kopnega. Možno je, čeprav praktično težje izvedljivo, fotografiranje analeme, tako da se fotoaparat pusti v nepomični legi skozi vse leto in se vsakih 24 ur (ali v mnogokratnikih) naredijo posnetki.
Dolgo os lika – daljico, ki povezuje najsevernejšo točko na analemi z najjužnejšo, na polovici seka nebesni ekvator, na katerega je približno pravokotna, njena »dolžina pa je enaka dvojni vrednosti nagnjenosti ekliptike, kar je približno 47°. Komponenta vzdolž te osi navideznega gibanja Sonca je posledica znane sezonske spremembe Sončeve deklinacije skozi leto. »Širina« lika je posledica časovne enačbe in njena kotna mera je razlika med največjim pozitivnim in negativnim odklonom krajevnega Sončevega časa od krajevnega srednjega časa, ko je ta časovna razlika povezana s kotom, ki narašča 15° na uro, oziroma 360° v 24-ih urah. Ta širina analeme je približno enaka 7,7°, tako da je dolžina lika več kot šestkratna vrednost njegove širine. Nesimetrija obeh polovic lika v podobi osmice izhaja v glavnem od dejstva, da enakonočja ne nastopajo v prisončju ali odsončju.
Obstajajo trije parametri, ki vplivajo na velikost in obliko analeme:
- nagib Zemljine vrtilne osi (nagnjenost ekliptike)
- izsrednost Zemljinega tira
- kot med apsidnico in premico med Sončevima obratoma.

Če se Sonce opazuje s telesa s popolnim krožnim tirom in brez nagiba vrtilne osi, bo ob isti uri dneva navidezno vedno v isti točki na nebu skozi vse leto, oblika analeme pa bo pika. Če ima telo s katerega se opazuje Sonce krožni tir, vendar večji nagib svoje vrtilne osi, bo oblika analeme enaka osmici, njeni severna in južna polovica pa bosta po velikosti enaki. Za telo z izsrednim tirom in brez nagiba vrtilne osi bo analema premica v smeri zahod-vzhod vzdolž nebesnega ekvatorja.
Severno-južna komponenta analeme kaže Sončevo deklinacijo, njegovo širino na nebesni sferi, oziroma zemljepisno širino na kateri je Sonce neposredno nad opazovalcem. Vzhodno-zahodna komponenta kaže časovno enačbo ali razliko med Sončevim časom in krajevnim srednjim časom. Na to se lahko gleda kako »hitro« ali »počasno« je Sonce (ali sončna ura) v primerjavi z urnim časom. Kaže tudi kako daleč na zahodu ali vzhodu je Sonce navidezno v primerjavi z njegovo srednjo navidezno lego. Analema se ima lahko za graf v katerem sta drug poleg drugega izrisana Sončeva deklinacija in časovna enačba. V mnogih analemah je vključena tudi tretja razsežnost, to je časovna, prikazana z oznakami, ki predstavljajo navidezno lego Sonca v različnih, dovolj blizu razmaknjenih, datumih skozi vse leto.
V diagramih je analema izrisana tako kot bi jo videl opazovalec na nebu, če bi gledal navzgor. Če je sever na vrhu, je zahod na desni. To odgovarja predznaku časovne enačbe, ki je pozitivna v smeri zahoda. Bolj zahodno je Sonce v primerjavi s svojo srednjo navidezno lego, »hitrejša« je sončna ura v primerjavi z uro. Če je analema graf s pozitivno deklinacijo (severno) izrisano navzgor, je pozitivna časovna enačba (zahodno) izrisana desno. To je dogovorjena usmerjenost grafov. kadar je analema označena na globusu, je zahod v analemi na desni, geografske značilnosti na globusu pa so prikazane z zahodom na levi. Da se izogne tej zmedi, so predlagali naj bodo analeme na globusih natisnjene z zahodom na levi, vendar temu ni tako, vsaj ne pogosto. V praksi je analema skoraj simetrična, tako da je njene zrcalne slike težko razločevati, z oznakami pa je usmerjenost obratna. Sonce se giblje proti vzhodu na analemi blizu Sončevih obratov. Na ta način se lahko ugotovi kako je natisnjena analema. Glej zgornjo sliko v največji povečavi.
Analema, ki vsebuje sliko Sončevega mrka, se imenuje tutulema – po zloženki, ki sta jo skovala fotografa Cenk E. Tezel in Tunç Tezel na podlagi turške besede za mrk.

## Sončeva analema vidna z Zemlje
Zaradi nagiba Zemljine vrtilne osi (23,439°) in njenega eliptičnega tira okrog Sonca relativna lega Sonca nad obzorjem od dneva do dneva ni konstantna, če se jo opazuje ob enaki uri vsak dan. Če čas opazovanja ni 12:00 opoldan krajevnega srednjega časa, bo, kar je odvisno od zemljepisne širine opazovalca, ta zanka nagnjena za različne kote.
Lik na levi je zgled analeme kakor je vidna z Zemljine severne poloble. Je graf navidezne lege Sonca ob 12:00 opoldan na Kraljevem observatoriju Greenwich (zemljepisna širina 51,48° severno, zemljepisna dolžina 0,0015° zahodno) leta 2006. Vodoravna os je azimutni kot v stopnijah (180° je smer proti jugu). navpična os je altituda v stopinjah nad obzorjem. Prvi dan vsakega meseca je prikazan črno, Sončeva obrata in enakonočji so prikazani zeleno. Lahko se vidi, da se enakonočji pojavita približno pri altitudi φ = 90° − 51,5° = 38,5°, Sončeva obrata pa pri altitudah φ ± ε, kjer je ε nagib Zemljine vrtilne osi 23,439°. Analema je izrisana s pretirano širino, kar razkriva majhno nesimetričnost zaradi dvotedenske neporavnanosti med apsidama Zemljinega tira in njenih Sončevih obratov.
Analema je usmerjena tako, da je manjša zanka severno od večje zanke. Na Severnem tečaju bi bila analema popolnoma pokončna, kot osmica z manjšo zanko na vrhu, vidna pa bi bila le njena zgornja polovica. Južneje pod severnim tečajnikom bi bila vidna celotna analema. Če se opazuje ob poldnevu, bo še vedno pokončna, južneje se pojavlja višje nad obzorjem. Ob ekvatorju je neposredno nad opazovališčem. Še južneje se pomika proti južnemu obzorju in je vidna z večjo zanko na vrhu. Če se jo na drugi strani opazuje zgodaj zjutraj ali zvečer, bo nagnjena na eno stran južno od Severnega tečaja. Ob ekvatorju bo popolnoma vodoravno. Nato se bo, če se nadaljuje proti jugu, začela vrteti, tako da bo manjša zanka na nebu pod večjo. Po prečkanju južnega tečajnika bo analema skoraj v celoti obrnjena in bo začela izginjati. Na Južnem tečaju bo vidno le 50 % njene večje zanke.
Za podrobnejši opis vzhodno-zahodne značilnosti analeme glej časovna enačba.

## Fotografiranje analeme
Prvo uspešno fotografijo analeme je med letoma 1978 in 1979 naredil ameriški ljubiteljski astronom Dennis di Cicco nad Watertownom v Massachusettsu. Ne da bi premikal svoj fotoaparat je naredil 44 posnetkov istega okvirja filma ob istem času dneva v razmiku vsaj enega tedna. Sliko v ospredju in tri posnetke z dolgo osvetlitvijo je tudi vključil v isti okvir, tako da je bilo skupno število posnetkov 48.

## Ocenjevanje podatkov Sončevega vzhoda in zahoda s pomočjo analeme
Če ima analema oznake navidezne lege Sonca za dovolj pogoste datume, kot na primer za prvi, enajsti in enaindvajseti dan v vsakem koledarskem mesecu, potem povzema njegova navidezna gibanja relativno glede na njegovo srednjo lego skozi vse leto. Analemski diagram z oznakami datumov z enakima meriloma tako v severno-južni smeri kot tudi v vzhodno-zahodni se lahko rabi za ocenjevanje količin, kot so časi vzhoda in zahoda, ki so odvisni od Sončeve navidezne lege. V splošnem so te ocene odvisne od vizualizacije analeme kot toge strukture na nebu, ki so giba okrog Zemlje s konstantno hitrostjo, tako da vzhaja in zahaja enkrat na dan pri čemer se Sonce navidezno giba okrog nje enkrat na leto. Pri procesu so vključeni nekateri približki, predvsem raba ravninskega diagrama za prikaz teles na nebesni sferi in raba risbe in meritev namesto računov. Tako ocene niso popolnoma točne, vendar so po navadi dovolj dobre za praktične namene. Imajo tudi poučno vrednost, saj na preprost vizualni način prikazujejo kako se spreminjajo časi Sončevih vzhodov in zahodov.

### Najzgodnejši in najkasnejši Sončev vzhod in zahod
Analema se lahko rabi za določevanje datumov najzgodnejšega in najkasnejšega Sončevega vzhoda in zahoda v danem letu. Ti se ne zgodijo na datuma Sončevih obratov.
Glede na sliko simulirane analeme na vzhodnem nebu je njena najnižja točka ravno vzšla nad obzorjem. Če bi bilo Sonce navidezno v tej točki, bi ravno nastopil Sončev vzhod. To bi bil najkasnejši vzhod v letu, saj vse druge točke analeme vzidejo prej. Tako je datum najkasnejšega Sončevega vzhoda tedaj, ko je Sonce navidezno v najnižji točki (29. decembra, kadar je analema nagnjena, tako kot je vidna z zemljepisne širine 50° severno, kar je prikazano na diagramu). V področjih kjer uporabljajo poletni čas, najkasnejši Sončev vzhod nastopi na dan še preden se konča poletni čas. Podobno kadar je Sonce navidezno v najvišji točki analeme, okoli 15. junija, bo nastopil najzgodnejši Sončev vzhod v letu. Enako ob zahodu bo najzgodnejši Sončev zahod nastopil, kadar bo Sonce navidezno v najnižji točki analeme, ko je blizu zahodnega obzorja, najkasnejši zahod pa, kadar je Sonce navidezno v najvišji točki analeme.
Nobena od teh točk ni točno na skrajnem koncu analeme, ko je Sonce v obratu. Kot je razvidno iz diagrama, s severnih srednjih širin najzgodnejši Sončev vzhod nastopi malo pred decembrskim obratom – običajno teden ali dva prej, najkasnejši Sončev zahod pa nastopi teden ali dva po obratu. Tako je najtemnejši večer od začetka do sredine decembra, jutra pa postajajo še temnejša vse do novega leta.
Točni datumu so tisti na katere je Sonce navidezno v točkah, ko je obzorje tangentno na analemo, kar je zaporedoma odvisno od tega kako močno je analema nagnjena od navpične smeri, oziroma kako skozi njega poteka severno-južni poldnevnik. Ta nagibni kot je dejansko kolatituda (90 stopinj minus zemljepisna širina) opazovališča. Računi teh datumov so zapleteni, lahko pa se jih dokaj točno oceni s postavitvijo ravnila nagnjenega za ustrezni kot tangentno na analemski diagram in odbiranjem datumov, ko je Sonce v legah stika. Pri tem se, če je treba, datumi interpolirajo.
Na zmernih zemljepisnih širinah se datumi še naprej oddaljujejo od Sončevih obratov, ko se absolutna vrednost širine zmanjšuje. Na širinah blizu ekvatorja so rezmere bolj zapletene. Analema leži skoraj vodoravno in je obzorje na njo lahko tangentno v dveh točkah, na eno v vsaki njeni zanki. Zaradi tega sta v letu dva zelo razmaknjena datuma, ko Sonce vzhaja prej kot ob mejhnih datumih in tako naprej.

### Časi Sončevega vzhoda in zahoda
Podobna geometrijska metoda na podlagi analeme se lahko rabi za določitev časov Sončevega vzhoda in zahoda za poljubni kraj na Zemlji, razen zelo blizu severnega in južnega tečajnika, za katerikoli datum.
V izhodišču analeme, ko sta Sončeva deklinacija in časovna enačba obe enaki nič, Sonce vzhaja in zahaja ob 6h in 18h po krajevnem srednjem času vsak dan v letu ne glede na zemljepisno širino opazovališča. Pri tem lom v ozračju ni upoštevan. Če se analema izriše v diagram, nagnjena za ustrezni kot za širino opazovališča (kot je opisano zgoraj), in če se nariše vodoravna premica skozi navidezno lego Sonca na analemi za poljubni datum (in, če je treba, se za datume med oznakami interpolira), potem ob Sončevem vzhodu ta premica predstavlja obzorje. Izhodišče se pomika vzdolž nebesnega ekvatorja s hitrostjo 15° na uro, kar je hitrost Zemljinega vrtenja okrog svoje osi. Razdalja vzdolž ekvatorja od točke, kjer seka obzorje z lego izhodišča analeme ob Sončevem vzhodu, je razdalja, za katero se izhodišče premakne med 6 uro in časom vzhoda za dani datum. Merjenje tega ekvatorskega odseka podaja razliko med 6 uro in časom Sončevega vzhoda.
Merjenje je treba izvesti na diagramu in mora biti izražena s pomočjo kota, ki sega do opazovališča na površju z odgovarjajočo razdaljo v analemi na nebu. Lahko je uporabno za primerjavo dolžine analeme, ki sega do 47 stopinj. Tako, če je na primer dolžina ekvatorskega odseka na diagramu enaka 0,4 krat dolžina analeme na diagramu, bo odsek na nebesni analemi segal 0,4 ·47 ali 18,8° k opazovališču na površju. Kot v stopnjah je treba deliti s 15, da se dobi časovna razlika v urah med Sončevim vzhodom in 6 uro. Predznak razlike je razviden iz diagrama. Če vodoravna premica ob Sončevem vzhodu poteka nad izhodiščem analeme, Sonce vzhaja pred 6 uro zjutraj in obratno.
Enaka metoda se lahko rabi mutatis mutandis za ocenitev časa Sončevega zahoda. Ocenjeni časi so v krajevnem srednjem času. Treba je uporabiti popravke za njihovo pretvorbo v standardni čas ali poletni čas. Ti popravki bodo vključevali člen, ki obsega zemljepisno dolžino opazovališča in tako širina kot dolžina obe vplivata na končni rezultat.

### Azimuti Sončevega vzhoda in zahoda
Azimuti (prave smeri kompasa) točk na obzorju, kjer Sonce vzhaja in zahaja, se lahko preprosto ocenijo z istim diagramom, s katerim se določijo časi Sončevega vzhoda in zahoda in kakor je opisano zgoraj.
Točka, v kateri se obzorje seka z ekvatorjem, predstavlja vzhod ali zahod. Točka, v kateri Sonce vzhaja ali zahaja, predstavlja smer vzhoda ali zahoda. S preprostim merjenjem razdalje vzdolž obzorja med tema točkama v smislu kotov (in primerjavo z dolžino analeme, kot je opisano zgoraj) se dobi kot med vzhodom ali zahodom in smerjo Sončevega vzhoda ali zahoda. Ali je vzhod ali zahod severno ali južno proti vzhodu ali zahodu, je razvidno iz diagrama. Večja zanka analeme je na njenem južnem koncu.

## Sončeve analeme vidne z drugih planetov
Analema ima na Zemlji obliko osmice, na drugih telesih Osončja pa ima lahko zelo različne oblike, zaradi medsebojnega vpliva nagiba vrtilne osi vsakega telesa in eliptično obliko njegovega tira. Če na primer ena količina vedno prevlada nad drugo, na primer izsrednost tira, kot pri Marsu, bo imela krivulja obliko solze. Če je na primer izsrednost tira edini vpliv, nagib vrtilne osi pa praktično enak 0, kot pri Jupitru z nagibom le 3°, bo imela analema obliko bolj podobno elipsi. Če sta pomembna oba vpliva, pri čemer enkrat prevladuje en, drugič pa drugi, bo oblika analeme podobna osmici.
V naslednjem seznamu sta »dan« in »leto« mišljena sinodski dan in sidersko leto za posamezno telo:
- Merkur: ker je zaradi orbitalne resonance dan dolg točno dve leti, bo metoda izrisovanja navidezne lege Sonca v istem času vsakega dneva vodila le do posamezne točke. Pri tem se za poljubni čas v letu časovna enačba še vedno lahko izračuna, tako da se s tem podatkom analema lahko izriše. Nastala krivulja je skoraj ravna premica v smeri vzhod-zahod.
- Venera: v letu sta malo manj kot dva dneva in za izris analeme z običajno metodo bi trajalo več let. Nastala krivulja je elipsa.
- Mars: solza.
- Jupiter: elipsa.
- Saturn: tehnično osmica, pri čemer je severna zanka tako majhna, da krivulja skoraj spominja na solzo.
- Uran: osmica. (Uranova vrtilna os je nagnjena na stran za kot 98°. Njegov tir je eliptičen podobno kot Jupitrov in bolj eliptičen od Zemljinega.)
- Neptun: osmica.

## Analeme geosinhronih satelitov
Geosinhroni sateliti krožijo okrog Zemlje s periodo enega siderskega dne. Če se opazujejo z nepomične točke na zemeljskem površju, na nebu opisujejo sled, ki se vsak dan ponovi, in so tako preproste in pomembne analeme. Običajno so v grobem v obliki elipse, solze ali osmice. Njihova oblika in mere so odvisne od parametrov tira. Podmnožica geosinhronih satelitov so geostacionarni sateliti, ki imajo idealno popolne krožne tire točno v Zemljini ekvatorski ravnini. Geostacionarni sateliti tako idealno ostajajo nepomični glede na zemeljsko površje nad stalno točko na ekvatorju. Noben resnični satelit pa ni geostacionaren in na nebu pušča sled v obliki majhne analeme. Ker je velikost tirov geosinhronih satelitov podobna velikosti Zemlje, se pojavi precejšnja paralaksa, kar je odvisno od lege opazovališča na zemeljskem površju, tako da v različnih opazovališčih nastanejo različne analeme.
Parabolični krožniki, ki se rabijo za radijsko komunikacijo z geosinhronimi sateliti, se morajo pogosto prestavljati, da lahko sledijo dnevnemu gibanju satelitov po njihovih analemah. Mehanizmi, ki jih vodijo, morajo tako biti programirani s parametri analem. Izjeme so krožniki, ki se rabijo s (približno) geostacionarnimi sateliti, saj se ti navidezno premaknejo tako malo, da krožnikov ni treba premikati.

## Analeme kvazisatelitov
Kvazisatelit, kot ga na primer prikazuje slika na desni, se premika v naprednem tiru okrog Sonca z enako orbitalno periodo (kar običajno predstavlja njegovo leto) kot planet, ki ga spremlja, vendar z različno (po navadi večjo) izsrednostjo. Če se ga opazuje s planeta, bo kvazisatelit navidezno zaokrožil okrog planeta enkrat na leto v vzvratni smeri, z različno hitrostjo in verjetno ne v ekliptični ravnini. Če se kvazisatelit giba s konstantno hitrostjo na ekliptiki relativno glede na svojo srednjo lego, bo na planetovem nebu pustil sled v obliki analeme s ciklom enega leta.